# Pesée hydrostatique

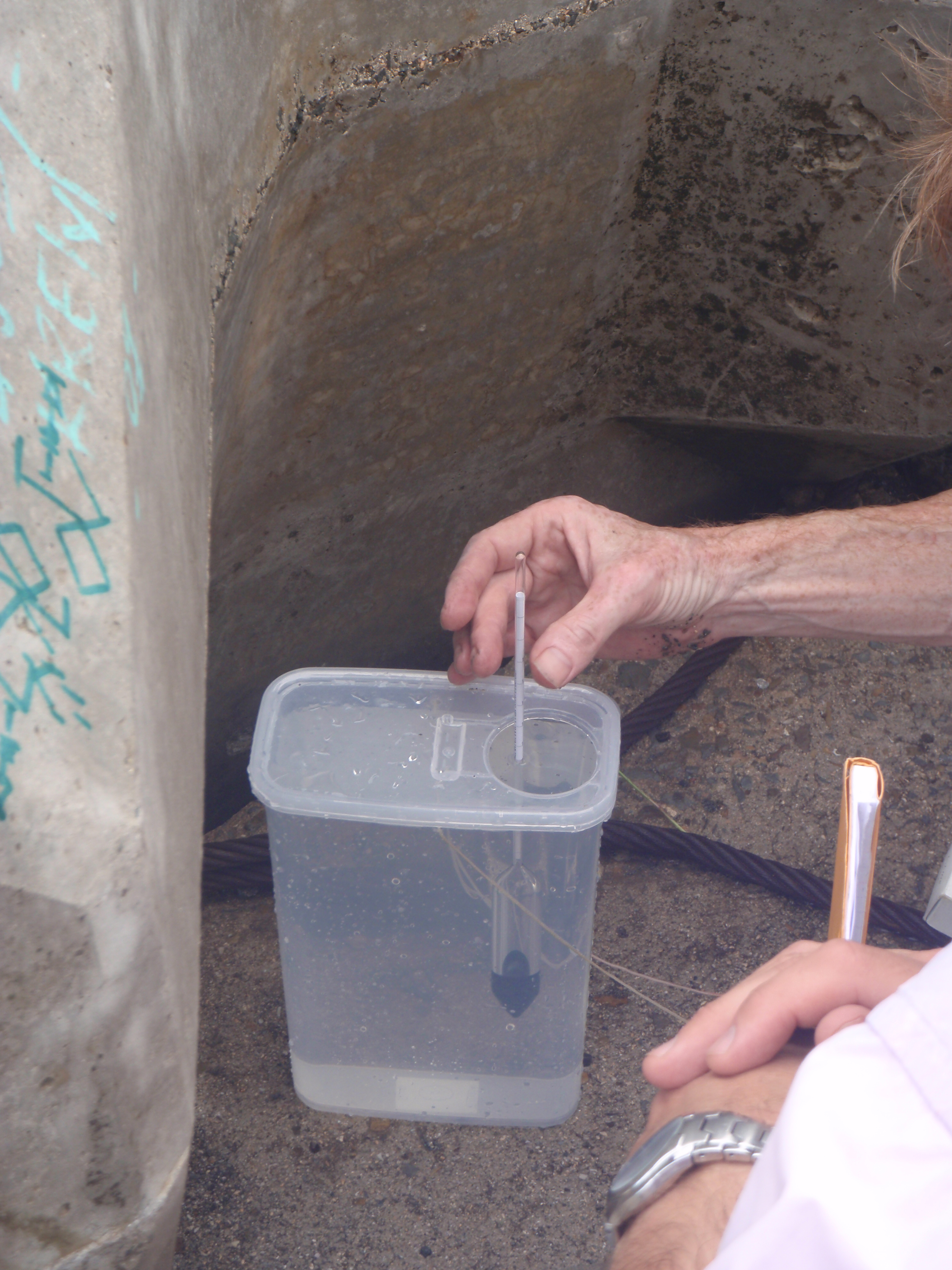
Lecture de la densité de l'échantillon

La pesée hydrostatique est une méthode utilisée pour déterminer la masse volumique des solides et des liquides. Elle s'appuie sur le principe de la poussée d'Archimède.

## Procédure
En marine, la pesée hydrostatique est une procédure qui consiste à déterminer la masse d'un navire, ou déplacement, en calculant le volume d'eau déplacé, grâce d'une part, à la lecture des tirants d'eau, et d'autre part aux courbes ou tables hydrostatiques déterminées par le constructeur, tout en tenant compte de la densité d'un prélèvement d'eau. La densité de l'eau de mer est variable géographiquement (eau douce, eau saumâtre, eau de mer) et également de manière saisonnière. On considère une moyenne de la densité de l'eau de mer aux alentours de 1,025, soit 25 g de sel par litre d'eau de mer.
Les tirants d'eau donnent, pour chaque navire, à partir des tables hydrostatiques propres à ce dernier, un certain volume de carène immergé (volume déplacé), ce volume ({\displaystyle V}) et la densité de l'eau ou la masse volumique de l'eau ({\displaystyle \varpi }) permettent d'en déduire le déplacement du navire, généralement nommé P ou {\displaystyle \Delta }. Le déplacement est égal au produit du volume par la masse volumique :
{\displaystyle P=\varpi *V}.

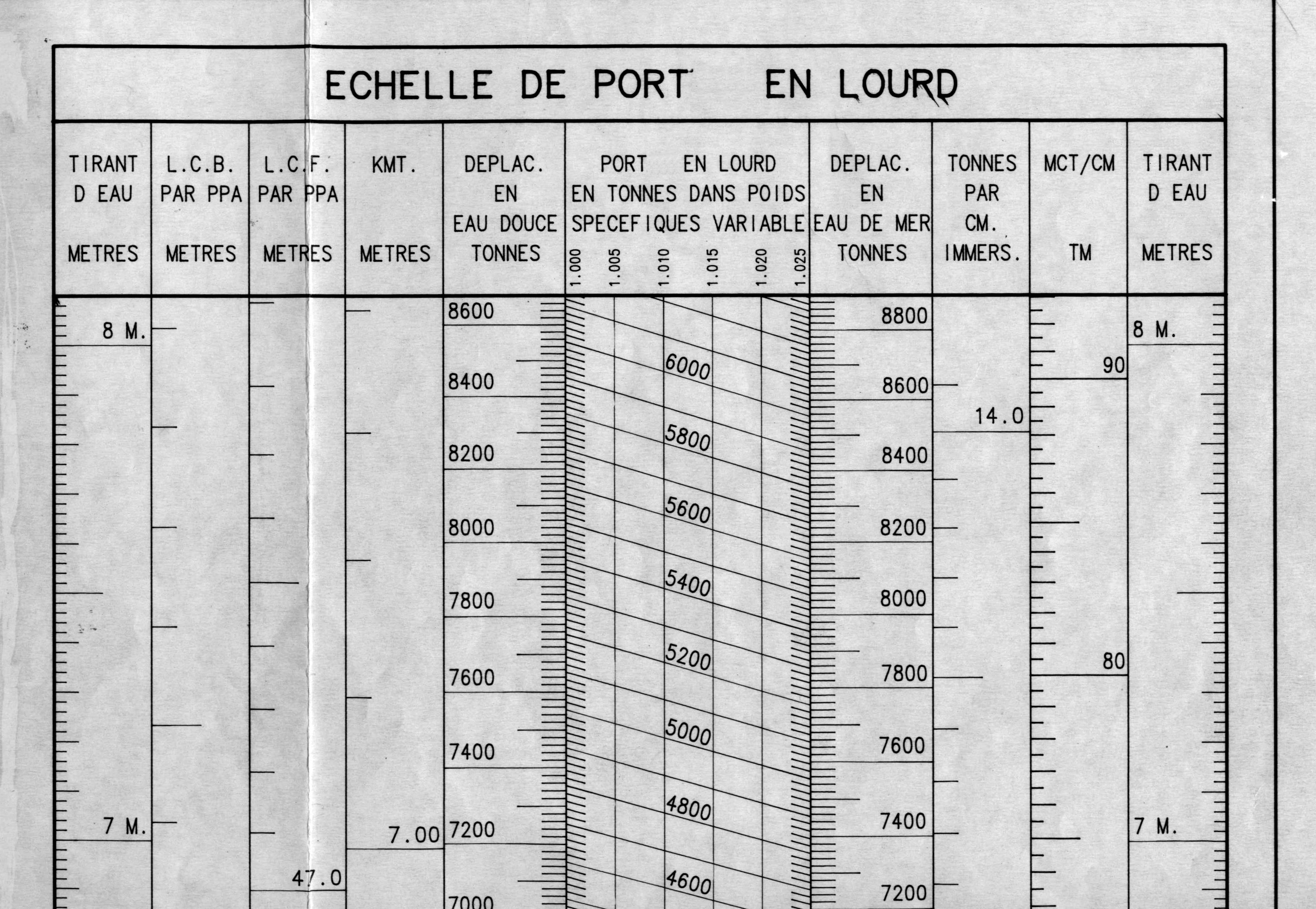
Échelle de port en lourd d'un cargo de 6000 tonnes. Colonne des déplacements en relation avec les tirants d'eau

Cette technique est utilisée pour mesurer la masse d'une cargaison, en procédant à des comparaisons de masse avant et après le chargement. Les professionnels chargés de cette mesure s'appellent des sapiteurs.
Sur les navires à passagers, la pesée hydrostatique devra être effectuée à des intervalles n'excédant pas 5 ans.